# Frisco Bowl 2023
Match précédent Match suivant
Le Frisco Bowl 2023 est un match de football américain de niveau universitaire joué après la saison régulière de 2023, le 19 décembre 2023 au Toyota Stadium situé à Frisco dans l'État du Texas aux États-Unis. 
Il s'agit de la 6e édition du Frisco Bowl.
Le match met en présence l'équipe des Roadrunners de l'UTSA issue de la American Athletic Conference et l'équipe du Thundering Herd de Marshall issue de la Sun Belt Conference.
Il débute vers 19 heures et est retransmis à la télévision par ESPN,.
Sponsorisé par la société Scooter's Coffee, le match est officiellement dénommé le 2023 Scooter's Coffee Frisco Bowl.
UTSA remporte le match sur le score de 35 à 17.

## Présentation du match
Il s'agit de la 4e rencontre entre les deux équipes :
| Saison | Date             | Vainqueur | Score   | Compétition                 |
| ------ | ---------------- | --------- | ------- | --------------------------- |
| 2013   | 5 octobre 2013   | Marshall  | 34 - 10 | Saison régulière à Marshall |
| 2017   | 18 novembre 2017 | UTSA      | 09 - 07 | Saison régulière à UTSA     |
| 2018   | 17 novembre 2018 | Marshall  | 23 - 0  | Saison régulière à Marshall |

| Équipes                                                                                            | Couleurs | Conférences | Entraîneurs                   | Stats. saison rég. | Classements avant le bowl | Classements avant le bowl | Classements avant le bowl |
| -------------------------------------------------------------------------------------------------- | -------- | ----------- | ----------------------------- | ------------------ | ------------------------- | ------------------------- | ------------------------- |
| Équipes                                                                                            | Couleurs | Conférences | Entraîneurs                   | Stats. saison rég. | CFP                       | AP                        | Coaches                   |
| Roadrunners de l'UTSA                                                                              |          | AAC         | Jeff Traylor (en) (4e saison) | 8-4                | NC                        | NC                        | NC                        |
| Thundering Herd de Marshall                                                                        |          | Sun Belt    | Charles Huff (en) (3e saison) | 6-6                | NC                        | NC                        | NC                        |
| - Arbitre : Rodney Burnette (CUSA) - Équipe donnée favorite par les bookmakers : UTSA par 8 points |          |             |                               |                    |                           |                           |                           |

### Roadrunners de l'UTSA
Roster 2023 des Roadrunners
Avec un bilan global en saison régulière de 8 victoires et 4 défaites (7-1 en matchs de conférence), UTSA est éligible et accepte l'invitation pour participer au Frisco Bowl 2023.
Ils terminent 3e de la American Athletic Conference derrière SMU et Tulane et n'apparaissent pas dans les classements CFP, AP et Coaches.
Il s'agit de leur première participation au Frisco Bowl et le 5e bowl de leur histoire.

### Thundering Herd de Marshall
Roster 2023 du Thundering Herd
Avec un bilan global en saison régulière de 6 victoires et 6 défaites (3-5 en matchs de conférence), Marshall est éligible et accepte l'invitation pour participer au Frisco Bowl 2023.
Ils terminent 6e de la Division East de la Sun Belt Conference et n'apparaissent pas dans les classements CFP, AP et Coaches.
Il s'agit de leur première participation au Frisco Bowl et le 20e bowl de leur histoire.